# Mnesilochus thami
Mnesilochus thami är en insektsart som först beskrevs av Bragg 2001.  Mnesilochus thami ingår i släktet Mnesilochus och familjen Phasmatidae. Inga underarter finns listade i Catalogue of Life.